# Cane (Vienne)
Die Cane (im Unterlauf auch Ruisseau du Palais genannt) ist ein kleiner Fluss, der im südwestlichen Teil von Zentral-Frankreich im Département Haute-Vienne der Region Nouvelle-Aquitaine nordöstlich der Stadt Limoges verläuft.

## Geografie

### Verlauf
Die Cane entspringt im südlichen Gemeindegebiet von Saint-Sylvestre, entwässert generell Richtung Südsüdwest durch das Mittelgebirgsmassiv Monts d’Ambazac und mündet nach insgesamt rund 16 Kilometern im Gemeindegebiet von Le Palais-sur-Vienne als rechter Nebenfluss in die Vienne. Im Unterlauf quert die Cane die Bahnstrecke Les Aubrais-Orléans–Montauban-Ville-Bourbon.

### Orte am Fluss
(Reihenfolge in Fließrichtung)
- Le Vieux Hureau, Gemeinde Saint-Sylvestre
- Frègefont, Gemeinde Saint-Sylvestre
- Les Vergnes, Gemeinde Ambazac
- Moulin de Royères, Gemeinde Bonnac-la-Côte
- Juniat, Gemeinde Ambazac
- Montignac, Gemeinde Rilhac-Rancon
- Caillou Blanc, Gemeinde Rilhac-Rancon
- Rilhac-Rancon
- Le Palais-sur-Vienne